# نقفور الأول
نقفور الأول (باللاتينية: Nikephoros I)(باليونانية: Νικηφόρος Α´)‏. يعتبر من أكثر ملوك الروم إثارة للجدل حيث حكم في فترة تاريخية كانت حافلة بالاضطرابات والقلاقل (801 – 811 م). إن السياسات التي اتبعها نقفور بهدف تقوية الإمبراطورية البيزنطية كانت هدفًا لانتقادات كثيرة من قبل العديد من المؤرخين.
نشأ نقفور في عصر الإمبراطورة إيرين الأثينية في القرن الثامن ميلادي. انخرط في الدولة وارتقى إلى منصب إستراتيجوس في أوائل فترة حكم الإمبراطورة إيرين. في تاريخ غير محدد (بين عامي 790 و797 م) تم تعيين نقفور في منصب وزير مالية الإمبراطورية البيزنطية وكانت هذه تجربة مهمة له استفاد منها في إدارة شؤون الحكم عندما أصبح إمبراطورًا.

## نقفور وهارون الرشيد
بعث نقفور الأول إلى الخليفة هارون الرشيد رسالة تخلو من اللباقة والاحترام يبلغه فيها بتوقفه عن دفع الجزية: «من نقفور ملك الروم إلى هارون ملك العرب، أما بعد فإن الملكة إيرين التي كانت قبلي أقامتك مقام الرخ، وأقامت نفسها مقام البَيْدق، فحملت إليك من أموالها، ما كنت خليقًا بحمل مثله إليها، ولكن ذاك ضعف النساء وحمقهن، فإذا قرأت كتابي فأرد ما حصل قبلك من أموالها، وأفتدِ نفسك بما يقع به المبادرة لك، وإلا فالسيف بيننا وبينك». غضب هارون الرشيد غضبًا شديدًا عند قراءته لرسالة نقفور، فما كان منه سوى أن نص جوابًا مقتضبًا على ظهر رسالة نقفور وبعثه مع نفس الموفد الذي حمل الرسالة «بسم الله الرحمن الرحيم، من هارون الرشيد أمير المؤمنين، إلى نقفور كلب الروم. قد قرأت كتابك يا ابن الكافرة، والجواب ما تراه لا ما تسمعه!».
لم يتأخر هارون الرشيد في تنفيذ وعيده. فلقد شنّ الجيش الإسلامي هجومًا على قبادوقية بقيادة ابنه وحاصروا العديد من الحصون الحدودية وحرروا أكثر من 300 مسلم كانوا في أسر البيزنطيين. لكن الرد الأقوى كان أواخر عام 803 م عندما ترأس الخليفة هارون الرشيد بنفسه جيشًا جرارًا وهاجم الأناضول فحاصر حصن هرقلة المنيع. هبّ نقفور لإنقاذ الوضع فانتقل إلى الأناضول وبعد شهرين من المفاوضات مع الخليفة تم التوصل لوقف الأعمال الحربية مقابل دفع الجزية مجددًا. ويقول المؤرخون المسلمون أن الإمبراطور نقفور الأول لم يلتزم ببنود الاتفاق وحاول الالتفاف عليه مستغلًا انشغال الخليفة هارون الرشيد بمعالجة الاضطرابات التي حصلت يوم ذاك في خراسان. فلقد قام الإمبراطور نقفور الأول بتقوية القلاع والتحصينات الحدودية وقامت القوات البيزنطية بشن العديد من الغارات على الأراضي الإسلامية الواسعة التي كانت تحت حكم الخليفة هارون الرشيد.
في عام 806 م حزم الخليفة هارون الرشيد أمره وقرر وضع حد نهائي لهجمات نقفور الأول. فقام على رأس جيش ضخم قوامه 135,000 جندي بشن هجوم مباشر على الأراضي البيزنطية فاحتل حصن هرقلة الشهير وغيرها الكثير من التحصينات والقلاع. عندها رأى الإمبراطور نقفور أن ميزان القوى لم يعد لصالحه وأنه من شبه المستحيل أن يتمكن من الوقوف في وجه الخليفة فطلب الصلح. وبعد مفاوضات مضنية وطويلة اتفق الطرفان على هدنة تم بموجبها تبادل الأسرى لكن بعد فرض شروط قاسية على الإمبراطور نقفور الأول مقابل انسحاب جيش الخليفة الرشيد من الأراضي البيزنطية التي احتلها. فبالإضافة إلى الالتزام بدفع الجزية، تعهّد نقفور بعدم إعادة بناء وترميم القلاع والحصون التي احتلها جيش الرشيد بعد الانسحاب منها.

## نهاية الإمبراطور نقفور الأول
وبالرغم من التفوق الهائل للجيش البيزنطي وفشل خان البلغار كروم في تعديل الكفة لصالحة بالرغم من المحاولات الكثيرة التي قام بها، فقد حصل ما لم يكن في الحسبان. ففي محاولة كانت تبدو يائسة، نصب البلغار كمينًا للجيش البيزنطي في الجبال وتمكنوا من محاصرتهم في واد ضيّق. وبعد يومين انقضوا عليهم بهجومٍ صاعق سقط فيه الإمبراطور نقفور الأول قتيلًا. ولشفاء غليله، انتقم خان البلغار كروم من الإمبراطور نقفور الأول بأن صنع من جمجمته كأسًا للشراب كما يروي المؤرخون. بعد مقتل نقفور الأول، تم إعلان ابنه الوحيد ستوركيوس إمبراطورًا خلفًا له. لكن لما كان ستوركيوس قد أصيب بجروح بليغة في المعركة التي قتل فيها والده مع البلغار وكان من الواضح أنه من المستحيل القيام بواجباته، فتم تنصيب ميخائيل الأول رانجابي إمبراطورًا وهو صهر نقفور الأول ومتزوج من ابنته الكبرى.